# Virginia Slims of Chattanooga 1971
Il Virginia Slims of Chattanooga 1971 è stato un torneo di tennis. È stata la 1ª edizione del torneo, che fa parte del Virginia Slims Circuit 1971. Si è giocato a Chattanooga negli USA, dal 4 al 7 febbraio 1971.

## Campionesse

### Singolare
Billie Jean King ha battuto in finale  Ann Jones con il punteggio di 6–4, 6–1

### Doppio
Rosie Casals /  Billie Jean King hanno battuto in finale  Françoise Dürr /  Ann Jones con il punteggio di 6–4, 7–5